# Utetheisa antennata
Utetheisa antennata är en fjärilsart som beskrevs av Swinhoe 1839. Utetheisa antennata ingår i släktet Utetheisa och familjen björnspinnare. Inga underarter finns listade i Catalogue of Life.